# 最最最
最最最是与形容词组成的最高级形容词组，在文革初期广为流行和大量使用。军人出身的中共中央副主席林彪經常使用这個詞組，因此很快流行到了全国、各阶层。其手法单调而效果强烈。其流行期的起讫，集中出现在狂热个人崇拜、急风暴雨式的文革高潮（1966－1968年）。此后这一詞組的流行迅速降温。

## “最最最”的流行
根據人民日报提供的数据，“最最最”在1966、1967年两年出现的频次21%，其余年份的频次2%；相差10倍。而“最最”出现的频次1966年16%，1967年86.81%，1968年11.54%，1969年5.04%，其余年份0.3%。
与单音节形容词结合的构词形式为：最×最×。如，最红最红的红太阳；损失最小最小最小，成绩最大最大最大。与双音节、多音节形容词结合的构词形式为：最最最××××。如，最最敬爱的伟大领袖；最最最强烈的抗议。在极端的时候，“最”字的重复迭用可多达4个、5个以上甚至更多。
2000年代在语言夸饰成风的情况下，这种修辞语体再度出现，“最最最”与“暴强”、“便宜”、“幽默”、“亲爱”、“简单”、“优秀”词语等组合搭配，已经带有鲜明调侃玩笑色彩。